# Ива Максимовича
И́ва Максимо́вича (лат. Salix maximowiczii) — вид цветковых растений из рода Ива (Salix) семейства Ивовые (Salicaceae). Растение даёт строевой, поделочный и топливный материал; идёт на спичечную соломку.
Вид назван в честь Карла Ивановича Максимовича (1827—1891), российского ботаника, академика Императорской Санкт-Петербургской Академии Наук, исследователя флоры Дальнего Востока и Японии.

## Распространение и экология
В природе ареал вида охватывает Приморье, Корею и северо-восточный Китай (провинции Хэйлунцзян, Гирин, Ляонин).
Произрастает сплошными зарослями по лесистым горным долинам и на галечниках.
Отличается быстрым ростом.

## Ботаническое описание
Стройное дерево высотой до 12—20 м и диаметром ствола до 35—80 см. Кора тёмная, буровато-серая или пепельно-бурая, неправильно растрекивающаяся по длине. Ветви прямые или слегка повислые, летом зеленоватые и оливково-коричневые, зимой желтоватые.
Почки яйцевидно-продолговатые, блестящие. Прилистники ушковатые или яйцевидные, в основании однобоко-обрубленные, острые, зубчатые. Листья плотные, длиной 3—12 см, шириной 1,2—3,5 см, яйцевидно-продолговатые или яйцевидно-ланцетные, в основании наиболее широкие, тупые, реже сердцевидные или острые, к верхушке вытянутые в острие, по краю остро-пильчатые, сверху тёмно-зелёные, снизу интенсивно сизые, на черешках длиной 0,5—1,6 см.
Серёжки достигают длины 11—14 см, рыхлые, висячие, в основании с 2—4 мелкими листочками. Прицветные чешуи мужских цветков обратнояйцевидные, вогнутые, с 3—5 жилками, длиной до 2,5 мм, перепончатые, по краю с белыми волосками, у женских — эллиптические, острые, опадающие, с тремя жилками. Тычинки в числе пяти, одна внутренняя, длиной до 6—7 мм, сидячая против заднего нектарника, две боковых очень коротких, длиной около 3—4 мм и две передних, превышающих или почти равных заднему нектарнику; нити всех тычинок в основании волосистые; пыльники округлые, жёлтые. У мужских цветков нектарников два — один задний, продолговатый и один передний широко шиловидный; у женских — 2 или 3, задних, часто сросшихся в основании. Завязь голая, яйцевидно-ланцетная, желтоватая, на ножке длиной до 1 мм, с раздвоенныем, опадающим рыльцем.
Цветение в мае — июне. Плодоношение в июне — июле.

## Значение и применение
Ценный медонос и пыльценос. Продуктивность нектара 100 цветками — 17,5—33,4 мг. Раннее цветение, выделение обильного нектара и образование большого количество пыльцы способствует весеннему развитию пчелиных семей.

## Таксономия
Вид Ива Максимовича входит в род Ива (Salix) семейства Ивовые (Salicaceae) порядка Мальпигиецветные (Malpighiales).
|  |                                      |  |                                                             |                                                             |                  |  | ещё 36 семейств (согласно Системе APG II) | ещё 36 семейств (согласно Системе APG II) |                     |  |  |  | ещё более 500 видов |
|  |                                      |  |                                                             |                                                             |                  |  | ещё 36 семейств (согласно Системе APG II) | ещё 36 семейств (согласно Системе APG II) |                     |  |  |  | ещё более 500 видов |
|  |                                      |  |                                                             | порядок Мальпигиецветные                                    |                  |  |                                           |                                           | род Ива             |  |  |  |                     |
|  |                                      |  |                                                             | порядок Мальпигиецветные                                    |                  |  |                                           |                                           | род Ива             |  |  |  |                     |
|  | отдел Цветковые, или Покрытосеменные |  |                                                             |                                                             | семейство Ивовые |  |                                           |                                           | вид Ива Максимовича |  |  |  |                     |
|  | отдел Цветковые, или Покрытосеменные |  |                                                             |                                                             | семейство Ивовые |  |                                           |                                           |                     |  |  |  |                     |
|  |                                      |  | ещё 44 порядка цветковых растений (согласно Системе APG II) | ещё 44 порядка цветковых растений (согласно Системе APG II) |                  |  |                                           | ещё около 57 родов                        | ещё около 57 родов  |  |  |  |                     |
|  |                                      |  |                                                             | ещё 44 порядка цветковых растений (согласно Системе APG II) |                  |  |                                           |                                           | ещё около 57 родов  |  |  |  |                     |